# 李极明
李极明（1962年8月—），男，云南保山人，中华人民共和国外交官，曾任中华人民共和国驻孟加拉人民共和国特命全权大使。

## 生平
1986年起，先后在云南省国际技术促进公司、驻旧金山总领事馆、美国协尔科技有限公司、昆明市高新技术产业开发区管委会、驻丹麦大使馆、云南省人民政府办公厅工作。2004年，任云南省商务厅副厅长。2012年，任云南省人民政府台湾事务办公室主任。2013年，任云南省人民政府副秘书长，兼台湾事务办公室主任、 国际博览事务局局长。2015年，改兼任外事办公室主任。2016年，专任外事办公室主任。2019年8月，出任中华人民共和国驻孟加拉国大使。2022年12月，自驻孟加拉国大使离任。

## 家庭
已婚，有一子。